# Castello di Bognie
Il castello di Bognie (Bognie Castle, noto anche come Conzie Castle) è un rudere di un castello costruito nel XVII secolo vicino a Huntly e Banff nella regione scozzese dell'Aberdeenshire.
Dell'edificio resta traccia di una struttura rettangolare con i muri a est e a sud ancora in piedi fino al livello del tetto e solo una parte delle mura a nord e a ovest. Dai dettagli architettonici si ipotizza che venne eretto nel tardo XVII secolo. Probabilmente, considerato lo spessore ridotto dei muri e l'estensione delle stanze (quattro finestre per quattro piani), più che un castello poteva essere un palazzo. Secondo la tradizione l'opera non fu mai completata.

## Storia
Non si hanno notizie certe su questa costruzione. Nel 1501 James Dunbar ereditò le proprietà da suo padre; la famiglia Dunbar fu proprietaria di Conzie fino al 1660; nel 1680 il clan Morrison acquisì Conzie dove poi venne costruita una torre di quattro piani per proteggere la proprietà. Tuttavia non abitarono mai stabilmente il castello e, dopo aver acquisito il castello di Frendraught, meglio adatto alle loro esigenze, abbandonarono il castello che divenne fonte gratuita di materiale da costruzione per la popolazione locale.